# Ctenus herteli
Ctenus herteli är en spindelart som beskrevs av Cândido Firmino de Mello-Leitão 1947. 
Ctenus herteli ingår i släktet Ctenus och familjen Ctenidae. Inga underarter finns listade i Catalogue of Life.